# フリオ・ラマス
フリオ・セサール・ラマス（Julio César Lamas、1964年6月9日 - ）は、アルゼンチンのバスケットボール指導者。

## 略歴

### アルゼンチン
1987年よりアルゼンチンのS.C.カニャーデンセのアシスタントコーチとしてコーチングキャリアを開始。1997年にボカ・ジュニアーズでリーグ制覇したのを皮切りに、2005年のベン・ハー、2008年のスンチャレス、2016年と2017年のサン・ロレンツォ・デ・アルマグロと5回の優勝を達成。コーチ・オブ・ザ・イヤーを7回受賞している。

### スペイン
1999-2000にTAUセラミカで指揮を執る。2002年にルセントゥム・アリカンテで2部リーグとカップ戦で優勝。2003-04はレアル・マドリードに所属した。

### ナショナルチーム
1997年、男子アルゼンチン代表ヘッドコーチに就任し、1998年世界選手権で8位入賞。
2008年北京オリンピックでアルゼンチン代表のアシスタントコーチとして銅メダルに導く
2010年、アルゼンチン代表ヘッドコーチに復帰し、2011年FIBAアメリカカップで金メダルを獲得。2012年ロンドンオリンピックで4位入賞。2013年FIBAアメリカカップで銅メダルを獲得し、2014年世界選手権に出場した。
2017年7月、男子日本代表のヘッドコーチに就任。2019年ワールドカップ予選では通算8勝4敗の成績で出場権獲得に成功した。2021年開催の東京オリンピック後に退任。

## 指導チーム
- 1989 - 1992：カニャーデンセ- LNB
- 1992 - 1995：オリンピアバスケットボール - LNB
- 1995 - 1997：ボカ・ジュニアーズ- LNB
- 1999 - 2000：TAUセラミカ・バスコニア- ACB スペイン
- 2000 - 2001：オブブラス・サニタリアス - LNB
- 2001 - 2003：ルセントゥム・アリカンテ - ACB スペイン
- 2003 - 2004：レアル・マドリード- ACB  スペイン
- 2004 - 2007：ベン・ハー  - LNB
- 2007 - 2009：リベルタド・デ・スンチャレス - LNB
- 2010 - 2012：オブブラス・サニタリアス - LNB
- 2014 - 2015：オブブラス・サニタリアス - LNB
- 2015 - 2017：サン・ロレンツォ・デ・アルマグロ - LNB

ナショナルチーム
- 1997 - 1999：アルゼンチン
- 2011 - 2014：アルゼンチン
- 2017 - 2021：日本